# Provadya
Onder de naam Provadya, ook wel Provadya? werden eind jaren zestig, begin jaren zeventig in een aantal Nederlandse gemeenten avonden georganiseerd voor en door de alternatieve jeugd. Kenmerkende bestanddelen waren popmuziek, dans, theater, film, poëzie en lichtshows.
De naam is een samentrekking van de woorden pro (Latijn: voor) en vadja (Hindi: muziek) en betekent dus: voor de muziek.

## Geschiedenis
De eerste Provadya?-avonden vonden najaar 1967 plaats in het Amsterdamse Felix Meritis en vervolgens vanaf voorjaar 1968 in Paradiso en Fantasio (later bekend als De Kosmos en sinds 2012 het onderkomen van Kunstcentrum De Appel aan de Prins Hendrikkade). Het initiatief kreeg navolging in andere steden, zoals Utrecht, Alkmaar, Breda, Middelburg, Nijmegen, Groningen, Tilburg en Leeuwarden. Dit was het begin van een landelijk circuit van Provadya's. In de jaren zeventig kwamen hier de gesubsidieerde jongerencentra uit voort.

## Initiatiefnemers
Initiatiefnemers van de eerste Provadya?-avonden waren Willem de Ridder, Ruud Tegelaar en Koos Zwart.